# Carlota Pereira de Queirós
Carlota Pereira de Queirós, född 1892, död 1982, var ledamot i Brasiliens parlament 1933-1937. Hon var den första kvinnliga parlamentsledamoten i Brasilien.